# Plivska jezera
Plivska jezera, u koja spadaju Veliko i Malo jezero, nastala su na Plivi, lijevoj pritoci Vrbasa u Jajcu. Smještena su u dolini Plive, između Jajca i naselja Jezero.
Veliko jezero leži na nadmorskoj visini od 424 metra. Dugačko je oko 3,3 kilometra, s prosječnom širinom od oko 400 metara, a maksimalnom od oko 700 metara. Najveća dubina jezera je oko 36 metara. Nastalo je na mjestu gdje Pliva završava svoj tok, nizvodno od naselja Jezero, a završava u naselju Zaskoplje.
Malo jezero počinje u naselju Zaskoplje, i dugačko je oko 950 metara. Prosječna širina mu je oko 220 metara, a maksimalna iznosi oko 430 metara. Maksimalna dubina jezera je oko 24 metra.